# 交響曲第16番 (ハイドン)
交響曲第16番 変ロ長調 Hob. I:16 は、フランツ・ヨーゼフ・ハイドンが作曲した交響曲。

## 概要
初期の交響曲のひとつだが、最古の筆写譜は1766年のゲットヴァイク修道院のものであり、正確な作曲年代は明らかでない。
H.C.ロビンス・ランドンは、ハイドンがボヘミアのモルツィン伯爵に仕えていた時代の1757年から1761年の間に作曲されたものとしたが、第14番と同様に第2楽章にチェロのソロがあり、このような形式を持つ交響曲はエステルハージ家の副楽長時代にしか見られないとして、ジェームズ・ウェブスターは作曲年代を1762年から1763年頃と推定している。

## 編成
オーボエ2、ホルン2、第1ヴァイオリン、第2ヴァイオリン、ヴィオラ、低音（チェロ、ファゴット、コントラバス）。

## 曲の構成
初期の交響曲に多い「急-緩-急」の3楽章形式を持つ。演奏時間は約13分。
- 第1楽章 アレグロ
変ロ長調、4分の3拍子、ソナタ形式。

冒頭は2つの主題によるフーガ調の音楽になっており[2]、第2ヴァイオリンと低音、第1ヴァイオリンと第2ヴァイオリン、低音楽器とそれ以外の順に出現するが、その後はホモフォニックな通常のソナタ形式の音楽になる。

- 第2楽章 アンダンテ
変ホ長調、4分の2拍子、ソナタ形式。
当時の他の多くの交響曲と同様、緩徐楽章は弦楽器のみで演奏されるが、チェロのソロが弱音器をつけたヴァイオリンによる旋律をオクターヴ下で重ねて演奏する。それ以外の楽器は低音としてやはりユニゾンで演奏されるので、2声部だけの音楽になる。

- 第3楽章 フィナーレ；プレスト
変ロ長調、8分の3拍子、ソナタ形式。
歯切れのよい音楽で、再現部は短く切りつめられている。